# Elaine Comparone
Elaine Comparone est une claveciniste américaine, connue pour jouer debout devant un instrument Dowd  spécialement adapté.

## Biographie
Née en 1943 dans une famille de musiciens de Lawrence, dans le Massachusetts, Elaine Comparone a commencé à jouer du piano à l'âge de quatre ans, tout en étudiant d'autres instruments durant son enfance. Cependant, alors qu'elle fréquentait l'université Brandeis, elle commença à apprendre le clavecin et obtint par la suite une bourse Fulbright pour étudier avec Isolde Ahlgrimm à l'Académie de Vienne. 
Comparone a fait ses débuts en récital comme lauréate du prix  Concert Artists Guild à New York, en 1970,  et a depuis été la récipiendiaire de Solo Recitalist and Recording Grants de la National Endowment for the Arts. 
En tant que directrice fondatrice de Harpsichord Unlimited, organisation à but non lucratif vouée à stimuler l'intérêt pour le clavecin et à informer le public sur l'instrument, son histoire et sa musique, elle a dirigé et joué une série de concerts annuels.